# Boomzwamkevers
De boomzwamkevers (Mycetophagidae), ook wel schimmelvreters of zwamkevers genoemd, zijn een familie van kevers die behoren tot de Polyphaga. De familie heeft ook vertegenwoordigers in Nederland en België. Ze hebben een gemiddelde lengte van ongeveer 1 tot 3,7 millimeter, zijn lang-ovaal van vorm en hebben een fijne beharing. De sprieten van de zwamkevers worden dikker naar de spits toe. De tarsen van de vrouwelijke kevers zijn vierledig; de mannetjes hebben voortarsen die drieledig zijn. De insecten komen veel voor onder los en schimmelig boomschors. Zowel de kevers als hun larven voeden zich met schimmels. Over de hele wereld zijn ongeveer 1550 soorten bekend, onderverdeeld in 131 geslachten.

## Taxonomie
De familie is als volgt onderverdeeld:
- Onderfamilie Esarcinae Reitter, 1882
- Onderfamilie Mycetophaginae Leach, 1815
  - Tribus Mycetophagini Leach, 1815
  - Tribus Typhaeini Thomson, 1863
- Onderfamilie Bergininae Leng, 1920

## In Nederland waargenomen soorten
- Genus: Berginus
  - Berginus tamarisci
- Genus: Eulagius
  - Eulagius filicornis
- Genus: Litargus
  - Litargus balteatus
  - Litargus connexus
- Genus: Mycetophagus
  - Mycetophagus ater
  - Mycetophagus atomarius
  - Mycetophagus fulvicollis
  - Mycetophagus multipunctatus
  - Mycetophagus piceus
  - Mycetophagus populi
  - Mycetophagus quadriguttatus
  - Mycetophagus quadripustulatus - (Viervlekschimmelkever of Viervlekzwamkever)
- Genus: Triphyllus
  - Triphyllus bicolor
- Genus: Typhaea
  - Typhaea haagi
  - Typhaea stercorea - (Behaarde schimmelkever)